# Thirupuvanam (Sivaganga)
Thirupuvanam (o Tiruppuvanam) è una suddivisione dell'India, classificata come town panchayat, di 21.435 abitanti, situata nel distretto di Sivaganga, nello stato federato del Tamil Nadu. In base al numero di abitanti la città rientra nella classe III (da 20.000 a 49.999 persone).

## Geografia fisica
La città è situata a 09° 51' 18 N e 78° 16' 28 E.

## Società

### Evoluzione demografica
Al censimento del 2001 la popolazione di Thirupuvanam assommava a 21.435 persone, delle quali 10.776 maschi e 10.659 femmine. I bambini di età inferiore o uguale ai sei anni assommavano a 2.468, dei quali 1.249 maschi e 1.219 femmine. Infine, coloro che erano in grado di saper almeno leggere e scrivere erano 15.779, dei quali 8.773 maschi e 7.006 femmine.